# Jan Chabr
Jan Chabr (* 10. května 1988 Praha) je český politik a manažer, člen strany TOP 09, v letech 2016 až 2018 a opět od roku 2022 zastupitel městské části Praha 6, od roku 2018 zastupitel hlavního města Prahy a v letech 2018–2023 radní pro správu majetku, zvolený za Spojené síly pro Prahu.

## Studium
Vystudoval gymnázium. Poté vystudoval politologii a mezinárodní vztahy na Fakultě sociálních věd UK a v roce 2014 uváděl, že dokončuje studium na právnické fakultě Univerzity Karlovy (a) specializovaný magisterský obor se zaměřením na mezinárodní právní vztahy v oblasti duševního vlastnictví. Stejný údaj, tedy že „nyní studuje právo na UK a mezinárodní právní vztahy v oblasti duševního vlastnictví“, a dokonce i nezměněný věk 26 let o něm média (Echo24 údajně dle ČTK) uváděla i o čtyři roky později, na podzim 2018. V listopadu 2018 uvedl, že absolvoval obor právních vztahů v průmyslovém vlastnictví.

## Osobní život
Přibližně od roku 2007 bydlí v Praze na Břevnově. Mezi jeho záliby patří umění, sport a historie.
Od roku 2017 je jedním ze tří členů správní rady zapsaného ústavu Cesta dobré vůle, jehož účelem je dle zakládací listiny všestranná pomoc lidem, kteří se ocitli v krizové životní situaci, a dále podpora nebo ochrana osob se zdravotním postižením a znevýhodněných osob, a to zejména s ohledem na řešení bytové otázky a možnosti poskytování dotčeným osobám tzv. sociální bydlení a provozováním další poradenské a podpůrné činnosti.
Jeho manželkou je podnikatelka v realitách a dcera miliardáře Pavla Tykače Olga Chabr Grillová.

## Profesní působení
Během vysokoškolského studia pracoval na ministerstvech. Pracoval v různých pozicích v notářských kancelářích. V době předsednictví České republiky v Radě Evropské unie (1. pololetí 2009) pracoval jako liaison officer pro návštěvy zahraničních státníků, a dále ve Foru 2000, kde se podílel na zajištění a organizaci mezinárodních konferencí. Byl blízkým spolupracovníkem vedení Musea Kampa – Nadace Jana a Medy Mládkových.
Od roku 2011 byl jednatelem společnosti zabývající se dovozem a distribucí šampaňského a firemním marketingem, zároveň působil v oblasti poskytování právního poradenství v oblasti investic do nemovitostí a správy majetku. Od dubna 2014 byl společníkem a jednatelem ve společnosti Le Mieux s.r.o., od března do listopadu 2018 členem a předsedou správní rady a statutárním ředitelem COPE Invest a.s., od ledna 2018 do května 2019 společníkem ve společnosti smartEE s.r.o. Dle své prezentace působil v nejmenované menší investiční společnosti, která se zabývala investicemi do majetku a nových technologií, a vždy měl blízko ke sféře správy majetku i fungování obchodních korporací.
Od května 2019 je v souvislosti se svým politickým působením členem představenstva Pražské energetiky a.s.

## Politické působení
Na základě svého dlouhodobého zájmu o politická témata a konzervativních názorů vstoupil roku 2011 do TOP 09.
Ve volebním období 2014–2018 se jako zastupitel v městské části Praha 6 zabýval převážně správou městského majetku a působil zde v komisi majetkové politiky. Do zastupitelstva kandidoval na 15. místě ze 45 kandidátů na kandidátce TOP 09, v té době uváděl bydliště na Břevnově. Zastupitelem městské části se stal až v listopadu 2016.
V roce 2018 v rámci stranické diskuse považoval za důležitou spolupráci s hnutím STAN a aby strana voličům na svých kandidátkách nabídla i zajímavé nezávislé nestranické osobnosti.
Na 10. místo ze 65 míst na kandidátce Spojených sil pro Prahu do Zastupitelstva hlavního města Prahy byl na podzim 2018 nominován stranou TOP 09.
Byl zvolen zastupitelem a následně radním pro oblast správy majetku a majetkových podílů a předsedou majetkové komise, inventarizační komise a komise pro městský mobiliář. Z městských firem a majetku pod něj spadá plynárna, energetika a Technologie hlavního města Prahy.
V době povolebních jednání deklaroval snahu, aby důkladnější revize a audity v městských společnostech ukázaly, zda jsou firmy opravdu spravovány s péčí řádného hospodáře, a pokud nikoliv, tak by rád přistoupil k personálním i dalším krokům, aby se tyto věci napravily, s čímž souvisí i transparentnější nakládání s pozicemi v městských firmách. Podniky podle něj nesmí být odkladištěm vyhořelých politiků. Zároveň tvrdil, že žádné velké jednorázové čistky se od něj čekat nedají. Výměnu kompletních dozorčích rad některých společností v gesci koaličního partnera Praha sobě obhajoval s tím, že pokud jsou v dozorčí radě samí nominanti politických stran zastoupených v dřívějším vedením, tak vedení města nemá možnost jakékoliv kontroly nad společností, s tím, že pohledu Prahy sobě to bylo v podstatě nezbytné k lepšímu fungování a v daných společnostech se v případě Výstaviště děly některé prazvláštní kroky a TSK je z pohledu pana Scheinherra v poměrně neutěšeném stavu. Ohledně městských společností ve své gesci se Chabr vyjádřil, že si tam také nějaké změny dokáže představit, a zmínil již dříve doporučené snížení počtu členů dozorčí rady a představenstva Trade Centre Praha. V Pražské energetice, která funguje s většinovým podílem německého akcionáře, podle něj rozhodně směrem k představenstvu velké změny nebudou a jejím fungováním byl radní Chabr spokojen. Koaliční dohoda má probíhat o plynárně. V rozhovoru v únoru 2019 deklaroval, že pro obsazování funkcí v městských společnostech má jeho strana jinou cestu než Pirátská strana jako koaliční partner. Zatímco Pirátská strana má jako svůj mechanismus otevřená výběrová řízení, do nichž si zadává svá kritéria, Spojené síly se snaží najít lidi, kteří mají odbornost pro danou firmu a kteří budou akcentovat odpovědnou správu a kontrolu firem, a byly by nerady, aby tato cesta byla koaličním partnerem zpochybňována. V souvislosti s nominanty Pirátské strany do dozorčí rady Pražské plynárenské v souvislosti s Petrem Zmátlíkem vyjádřil přání, aby do dozorčí rady šli primárně lidé, jejichž cílem je rozvoj společnosti, a nikoli vyřizování si nevyřešených účtů, a je pro něj klíčové, aby dozorčí rada pokračovala ve své činnosti a nebylo její snahou řešit minulé spory, případně ostřelovat členy vedení, s nimiž se jednotlivci nerozešli dobře.
Při nástupu do funkce deklaroval, že občané mají právo vědět, co Praha vlastní, a mají mít jednoduchý a jednotný přístup k výběrovým řízením ohledně nabízených nemovitostí. Vyjádřil naději, že i skrze větší transparentnost dosáhne město vyšších výnosů z městského majetku. Chtěl vytvořit pracovní skupiny se zastoupením všech stran pro vytváření majetkové koncepce v oblasti městských společností a nemovitého majetku města. Svolal několik koaličních jednání k otázce dříve zamýšleného městského majetkového holdingu. Sám má velkou ambici zavést v Praze na základě analýz principy koncernového řízení, přičemž pro roli řídícího subjektu by podle analýz byla nejvhodnější společnost Pražská plynárenská Holding, která aktuálně nevyvíjí žádnou aktivitu a uvažovalo se o jejím zrušení.
Správa majetku hlavního města podle zpráv radního Chabra z počátku března 2019 má být koncentrována do městské společnosti Trade Centre Praha (TCP), která má být za tím účelem reorganizována (snížen počet členů dozorčí rady a představenstva) a od poloviny roku 2019 by mohla přebírat správcovství od 12 dosavadních správců. Smlouvy s dosavadními správci radní nechal prověřovat auditem, který ukázal, že ne zcela všechny správcovské smlouvy jsou pro město výhodné.
Když představitelé Pirátské strany (radní Adam Zábranský) a Praha sobě (předseda výboru pro bydlení Pavel Zelenka) obhajovali kontroverzní snahu vyhodnocovat podle elektroměrů počty nevyužívaných bytů, se Jan Chabr jako radní, pod nějž spadá i energetika, jednoznačně a ve shodě se svými spolustraníky Jiřím Pospíšilem a Petrem Hlaváčkem vyjádřil, že prázdné domy jsou pro řešení bytové krize v Praze irelevantní, protože cíl města je stavět byty nové a neomezovat majitele. Plán zjišťování prázdných bytů podle spotřeby elektřiny označil i za prakticky nereálný, protože PRE nemůže poskytovat data o elektroměrech konkrétních fyzických nebo právnických osob, takže data by zřejmě bylo možné získat jenom o celých oblastech, nebyla by moc přesná a těžko by se filtrovali lidé například na delší dovolené.
Také se chtěl zaměřit na oblast podpory podnikání a případné vytvoření podnikatelského inkubátoru spolu s investičním soukromým sektorem.
V komunálních volbách v roce 2022 obhájil z pozice člena TOP 09 na kandidátce koalice SPOLU (tj. ODS, TOP 09 a KDU-ČSL) post zastupitele hlavního města Prahy. Byl také zvolen zastupitelem městské části Praha 6. V únoru 2023 však skončil ve funkci radního hlavního města Prahy.